# Лук'янці
Лук'я́нці — село в Україні, у складі Липецької громади Харківського району Харківської області. Колишній орган місцевого самоврядування — Лук'янцівська сільська рада.
Населення становить 1242 особи.

## Географія
Село Лук'янці знаходиться на лівому березі річки Липець, вище за течією на відстані 3 км розташоване село Пильна, нижче за течією на відстані 6 км розташоване село Слобожанське. На відстані 1,5 км розташоване село Олійникове.

## Історія
Під час організованого радянською владою Голодомору 1932—1933 років померло щонайменше 118 жителів села.

## Постаті
- Коваленко Тарас Сергійович (1984—2022) — солдат Збройних сил України, учасник російсько-української війни[2].

## Об'єкти соціальної сфери
- Дитячий садок «Надія».
- Школа.
- Медична амбулаторія.